# Lista över avsnitt av Morden i Midsomer
Detta är en lista över avsnitt av den brittiska dramaserien Morden i Midsomer, som hade premiär i brittisk TV 1997 och i svensk TV 2000. I Storbritannien har serien spelats in i 24 säsonger som sänts ibland som sammanhängande serier och ibland som fristående avsnitt. I Sverige har till och med sommaren 2024 140 avsnitt sänts i SVT under tjugosju olika sändningsomgångar och med en julspecial, "Ghosts of Christmas Past" från 2005. I mars 2025 meddelades att fyra nya avsnitt skulle spelas in för en 25:e säsong.
Listan är ordnad efter den brittiska sändningen och följs av SVT:s sändningsdatum.

## Serieöversikt
| Säsong | Säsong | Avsnitt | Avsnitt | Originalvisning       | Originalvisning      |
| Säsong | Säsong | Avsnitt | Avsnitt | Första sändningsdatum | Sista sändningsdatum |
| ------ | ------ | ------- | ------- | --------------------- | -------------------- |
|        | Pilot  | 1       | 1       | 23 mars 1997          | 23 mars 1997         |
|        | 1      | 4       | 4       | 22 mars 1998          | 6 maj 1998           |
|        | 2      | 4       | 4       | 20 januari 1999       | 19 september 1999    |
|        | 3      | 5       | 5       | 31 december 1999      | 10 september 2000    |
|        | 4      | 5       | 5       | 26 augusti 2001       | 23 september 2001    |
|        | 5      | 4       | 4       | 16 juni 2002          | 22 september 2002    |
|        | 6      | 5       | 5       | 3 januari 2003        | 31 januari 2003      |
|        | 7      | 6       | 6       | 2 november 2003       | 29 februari 2004     |
|        | 8      | 8       | 8       | 10 oktober 2004       | 3 april 2005         |
|        | 9      | 9       | 9       | 2 oktober 2005        | 24 september 2006    |
|        | 10     | 6       | 6       | 12 november 2006      | 3 juni 2007          |
|        | 11     | 7       | 7       | 1 januari 2008        | 5 maj 2010           |
|        | 12     | 7       | 7       | 22 juli 2009          | 14 april 2010        |
|        | 13     | 8       | 8       | 10 februari 2010      | 2 februari 2011      |
|        | 14     | 8       | 8       | 23 mars 2011          | 11 januari 2012      |
|        | 15     | 6       | 6       | 1 februari 2012       | 30 januari 2013      |
|        | 16     | 5       | 5       | 24 december 2013      | 14 februari 2014     |
|        | 17     | 4       | 4       | 28 januari 2015       | 18 februari 2015     |
|        | 18     | 6       | 6       | 6 januari 2016        | 17 februari 2016     |
|        | 19     | 6       | 6       | 18 december 2016      | 20 maj 2018          |
|        | 20     | 6       | 6       | 10 mars 2019          | 14 januari 2020      |
|        | 21     | 4       | 4       | 21 januari 2020       | 28 mars 2021         |
|        | 22     | 6       | 6       | 4 april 2021          | 14 juli 2023         |
|        | 23     | 4       | 4       | 14 april 2024         | 10 november 2024     |
|        | 24     | 4       | 4       | streaming 2023        | ITVX / BBC First     |

| Svensk sändningsomgång | Svensk sändningsomgång | Avsnittsnr    | Första visning SVT | Första visning SVT |
| Svensk sändningsomgång | Svensk sändningsomgång | Avsnittsnr    | Seriepremiär       | Seriefinal         |
| ---------------------- | ---------------------- | ------------- | ------------------ | ------------------ |
|                        | 1                      | 1–5           | 15 januari 2000    | 12 februari 2000   |
|                        | 2                      | 6–13          | 30 september 2000  | 4 november 2000    |
|                        | 3                      | 14–18         | 5 juni 2001        | 3 juli 2001        |
|                        | 4                      | 19–23         | 23 juli 2002       | 12 augusti 2002    |
|                        | 5                      | 24–28         | 24 juni 2003       | 22 juli 2003       |
|                        | 6                      | 29–33         | 29 juni 2004       | 3 augusti 2004     |
|                        | 7                      | 34–42 exkl 35 | 28 juni 2005       | 22 augusti 2005    |
|                        | Julspecial             | 35            | 25 december 2005   | ( )                |
|                        | 8                      | 43–51         | 11 juli 2006       | 12 september 2006  |
|                        | 9                      | 52–59         | 26 juni 2007       | 28 augusti 2007    |
|                        | 10                     | 60–66         | 24 juni 2008       | 5 augusti 2008     |
|                        | 11                     | 67–70         | 23 juni 2009       | 21 juli 2009       |
|                        | 12                     | 71–73         | 30 december 2009   | 13 januari 2010    |
|                        | 13                     | 74–77         | 13 juli 2010       | 3 augusti 2010     |
|                        | 14                     | 78–81         | 2 januari 2011     | 23 januari 2011    |
|                        | 15                     | 82–85         | 28 juni 2011       | 19 juli 2011       |
|                        | 16                     | 86–89         | 25 december 2011   | 14 januari 2012    |
|                        | 17                     | 90–91         | 26 juni 2012       | 3 juli 2012        |
|                        | 18                     | 92–95         | 25 juni 2013       | 16 juli 2013       |
|                        | 19                     | 96–100        | 24 juni 2014       | 5 augusti 2014     |
|                        | 20                     | 100–104       | 23 juni 2015       | 21 juli 2015       |
|                        | 21                     | 106–110       | 28 juni 2016       | 9 augusti 2016     |
|                        | 22                     | 111–116       | 27 juni 2017       | 9 september 2017   |
|                        | 23                     | 117–122       | 26 juni 2018       | 14 augusti 2018    |
|                        | 24                     | 123–126       | 23 juni 2020       | 21 juli 2020       |
|                        | 25                     | 127–132       | 13 juli 2021       | 25 december 2021   |
|                        | 26                     | 133–136       | 27 juni 2023       | 18 juli 2023       |
|                        | 27                     | 137–140       | 9 juli 2024        | 30 juli 2024       |

## Serien i Sverige
De svenska titlarna sätts när avsnitten ges ut på DVD. Därför saknas svenska titlar på senare avsnitt, då dessa ännu inte getts ut på DVD. Några av avsnitten har ingen svensk titel, då man valt att behålla originaltiteln.

### Reprissändningar
Avsnitt 1–36 sändes i repris på SVT 24 på fredagskvällar mellan den 24 augusti 2007 och 2 maj 2008. Avsnitt 1–23 sändes i repris på SVT Play mellan den 3 juli 2024 och 30 juli 2025. 
Därefter har Viasat köpt reprisrättigheterna och visat de flesta avsnitten på TV3 och TV8. 

## Avsnitt

### Pilot (1997)
| Nr i serien | Nr i säsongen | Titel                                                     | Regissör          | Manus            | Originalvisning ITV | Originalvisning SVT | Filmades               |
| ----------- | ------------- | --------------------------------------------------------- | ----------------- | ---------------- | ------------------- | ------------------- | ---------------------- |
| 1           | 1             | "The Killings at Badger's Drift" "Morden i Badgers Drift" | Jeremy Silberston | Anthony Horowitz | 23 mars 1997        | 15 januari 2000     | september/oktober 1996 |

### Säsong 1 (1998)
| Nr i serien | Nr i säsongen | Titel                                     | Regissör          | Manus             | Originalvisning ITV | Originalvisning SVT | Filmades               |
| ----------- | ------------- | ----------------------------------------- | ----------------- | ----------------- | ------------------- | ------------------- | ---------------------- |
| 2           | 1             | "Written in Blood" "Skrivet i blod"       | Jeremy Silberston | Anthony Horowitz  | 22 mars 1998        | 22 januari 2000     | juli/augusti 1997      |
| 3           | 2             | "Death of a Hollow Man" "Operamordet"     | Jeremy Silberston | Caroline Graham   | 29 mars 1998        | 5 februari 2000     | oktober 1997           |
| 4           | 3             | "Faithful unto Death" "Trogen in i döden" | Baz Taylor        | Douglas Watkinson | 22 april 1998       | 12 februari 2000    | november/december 1997 |
| 5           | 4             | "Death in Disguise" "Förklädd död"        | Baz Taylor        | Douglas Watkinson | 6 maj 1998          | 29 januari 2000     | augusti/september 1997 |

### Säsong 2 (1999)
| Nr i serien | Nr i säsongen | Titel                              | Regissör          | Manus             | Originalvisning ITV | Originalvisning SVT | Filmades          |
| ----------- | ------------- | ---------------------------------- | ----------------- | ----------------- | ------------------- | ------------------- | ----------------- |
| 6           | 1             | "Death's Shadow" "Dödens skugga"   | Jeremy Silberston | Anthony Horowitz  | 20 januari 1999     | 30 september 2000   | juli/augusti 1998 |
| 7           | 2             | "Strangler's Wood" "Stryparskogen" | Jeremy Silberston | Anthony Horowitz  | 3 februari 1999     | 16 september 2000   | maj/juni 1998     |
| 8           | 3             | "Dead Man's Eleven" "Mordplanen"   | Jeremy Silberston | Anthony Horowitz  | 12 september 1999   | 21 oktober 2000     | maj/juni 1999     |
| 9           | 4             | "Blood Will Out" "Blodshämnd"      | Moira Armstrong   | Douglas Watkinson | 19 september 1999   | 23 september 2000   | juni/juli 1998    |

### Säsong 3 (1999–2000)
| Nr i serien | Nr i säsongen | Titel                               | Regissör          | Manus               | Originalvisning ITV | Originalvisning SVT | Filmades               |
| ----------- | ------------- | ----------------------------------- | ----------------- | ------------------- | ------------------- | ------------------- | ---------------------- |
| 10          | 1             | "Death of a Stranger" "Okänt offer" | Peter Creegen     | Douglas Livingstone | 31 december 1999    | 28 oktober 2000     | oktober 1999           |
| 11          | 2             | "Blue Herrings" "Villospår"         | Peter Smith       | Hugh Whitemore      | 22 januari 2000     | 4 november 2000     | juni/juli 1999         |
| 12          | 3             | "Judgement Day" "Domedagen"         | Jeremy Silberston | Anthony Horowitz    | 29 januari 2000     | 14 oktober 2000     | augusti/september 1999 |
| 13          | 4             | "Beyond the Grave" "Bortom graven"  | Moira Armstrong   | Douglas Watkinson   | 5 februari 2000     | 7 oktober 2000      | september 1998         |

### Säsong 4 (2000–2001)
| Nr i serien | Nr i säsongen | Titel                                             | Regissör          | Manus               | Originalvisning ITV | Originalvisning SVT | Filmades               |
| ----------- | ------------- | ------------------------------------------------- | ----------------- | ------------------- | ------------------- | ------------------- | ---------------------- |
| 14          | 1             | "Garden of Death" "Dödens lustgård"               | Peter Smith       | Christopher Russell | 10 september 2000   | 5 juni 2001         | juni/juli 2000         |
| 15          | 2             | "Destroying Angel" "Hämndens ängel"               | David Tucker      | David Hoskins       | 26 augusti 2001     | 12 juni 2001        | juli/augusti 2000      |
| 16          | 3             | "The Electric Vendetta" "En elektrisk hämnd"      | Peter Smith       | Terry Hodgkinson    | 2 september 2001    | 19 juni 2001        | augusti/september 2000 |
| 17          | 4             | "Who Killed Cock Robin?" "Vem dödade Cock Robin?" | David Tucker      | Jeremy Paul         | 9 september 2001    | 26 juni 2001        | september/oktober 2000 |
| 18          | 5             | "Dark Autumn" "Höstmörker"                        | Jeremy Silberston | Peter J Hammond     | 16 september 2001   | 3 juli 2001         | oktober/november 2000  |

### Säsong 5 (2001–2002)
| Nr i serien | Nr i säsongen | Titel                                                    | Regissör       | Manus               | Originalvisning ITV | Originalvisning SVT | Filmades               |
| ----------- | ------------- | -------------------------------------------------------- | -------------- | ------------------- | ------------------- | ------------------- | ---------------------- |
| 19          | 1             | "Tainted Fruit" "Skämd frukt"                            | Peter Smith    | David Hoskins       | 23 september 2001   | 23 juli 2002        | april/maj 2001         |
| 20          | 2             | "Ring out Your Dead" "Ring ut era döda"                  | Sarah Hellings | Christopher Russell | 15 september 2002   | 29 juli 2002        | juni/juli 2001         |
| 21          | 3             | "Murder on St. Malley's Day" "Mord på Saint Malleys dag" | Peter Smith    | Andrew Payne        | 22 september 2002   | 30 juli 2002        | juli/augusti 2001      |
| 22          | 4             | "Market for Murder" "Marknad för mord"                   | Sarah Hellings | Andrew Payne        | 16 juni 2002        | 5 augusti 2002      | september/oktober 2001 |
| 23          | 5             | "A Worm in the Bud" "Under ytan"                         | David Tucker   | Michael Russell     | 23 juni 2002        | 12 augusti 2002     | oktober/november 2001  |

### Säsong 6 (2003)
| Nr i serien | Nr i säsongen | Titel                                     | Regissör          | Manus           | Originalvisning ITV | Originalvisning SVT | Filmades               |
| ----------- | ------------- | ----------------------------------------- | ----------------- | --------------- | ------------------- | ------------------- | ---------------------- |
| 24          | 1             | "A Talent for Life" "Fallenhet för livet" | Sarah Hellings    | David Hoskins   | 3 januari 2003      | 24 juni 2003        | maj/juni 2002          |
| 25          | 2             | "Death and Dreams" "Död och drömmar"      | Peter Smith       | Peter J Hammond | 10 januari 2003     | 1 juli 2003         | juni/juli 2002         |
| 26          | 3             | "Painted in Blood" "Målat i blod"         | Sarah Hellings    | Andrew Payne    | 17 januari 2003     | 8 juli 2003         | juli/augusti 2002      |
| 27          | 4             | "A Tale of Two Hamlets" "Två byar"        | Peter Smith       | Alan Plater     | 24 januari 2003     | 15 juli 2003        | september/oktober 2002 |
| 28          | 5             | "Birds of Prey" "Rovfåglar"               | Jeremy Silberston | Michael Russell | 31 januari 2003     | 22 juli 2003        | oktober/november 2002  |

### Säsong 7 (2003–2004)
| Nr i serien | Nr i säsongen | Titel                                                | Regissör          | Manus                | Originalvisning ITV | Originalvisning SVT | Filmades               |
| --- | ------------- | ---------------------------------------------------- | ----------------- | -------------------- | ------------------- | ------------------- | ---------------------- |
| 29 | 1             | "The Green Man" "Den gröne mannen"                   | Sarah Hellings    | Michael Russell      | 2 november 2003     | 29 juni 2004        | maj/juni 2003          |
| DS Gavin Troys sista framträdande som Barnabys medhjälpare, där han lämnar Midsomer för att bli kommissarie i Middlesbrough. |               |                                                      |                   |                      |                     |                     |                        |
| 30 | 2             | "Bad Tidings" "Gamla synder"                         | Peter Smith       | Peter J Hammond      | 4 januari 2004      | 6 juli 2004         | juni/juli 2003         |
| DS Dan Scott gör entré som Barnabys medhjälpare.                                                                             |               |                                                      |                   |                      |                     |                     |                        |
| 31 | 3             | "The Fisher King" "Fiskarkungen"                     | Richard Holthouse | Isabelle Grey        | 11 januari 2004     | 13 juli 2004        | juli/augusti 2003      |
| 32 | 4             | "Sins of Commission" "Verksynder"                    | Peter Smith       | Elizabeth-Anne Wheal | 18 januari 2004     | 20 juli 2004        | september/oktober 2003 |
| 33 | 5             | "The Maid in Splendour" "Maid In Splendour"          | Richard Holhouse  | Andrew Payne         | 25 januari 2004     | 3 augusti 2004      | oktober/november 2003  |
| 34 | 6             | "The Straw Woman" "Halmstråkvinnan"                  | Sarah Hellings    | Jeff Dodds           | 29 februari 2004    | 28 juni 2005        | november/december 2003 |
| 35 | 7             | "Ghosts of Christmas Past" "Spöken ur det förflutna" | Renny Rye         | David Hoskins        | 25 december 2004    | 25 december 2005    | januari/februari 2004  |

### Säsong 8 (2004–2005)
| Nr i serien                 | Nr i säsongen | Titel                                               | Regissör          | Manus             | Originalvisning ITV | Originalvisning SVT | Filmades               |
| --------------------------- | ------------- | --------------------------------------------------- | ----------------- | ----------------- | ------------------- | ------------------- | ---------------------- |
| 36                          | 1             | "Things That Go Bump in the Night" "Mystiska väsen" | Peter Smith       | Peter J Hammond   | 10 oktober 2004     | 5 juli 2005         | maj/juni 2004          |
| 37                          | 2             | "Dead in the Water" "Dödsbringande vatten"          | Renny Rye         | Douglas Watkinson | 17 oktober 2004     | 12 juli 2005        | juni/juli 2004         |
| 38                          | 3             | "Orchis Fatalis" "Dyrbar orkidé"                    | Peter Smith       | Terry Hodgkinson  | 9 januari 2005      | 19 juli 2005        | juli/augusti 2004      |
| 39                          | 4             | "Bantling Boy" "Tävlingshästen"                     | Sarah Hellings    | Steve Trafford    | 16 januari 2005     | 2 augusti 2005      | september/oktober 2004 |
| 40                          | 5             | "Second Sight" "Klärvoajans"                        | Richard Holthouse | Tony Etchells     | 23 januari 2005     | 9 augusti 2005      | oktober/november 2004  |
| 41                          | 6             | "Hidden Depths" "Dolda avgrunder"                   | Sarah Hellings    | David Hoskins     | 13 mars 2005        | 16 augusti 2005     | november/december 2004 |
| 42                          | 7             | "Sauce for the Goose" "Livsfarlig konkurrens"       | Renny Rye         | Andrew Payne      | 3 april 2005        | 22 augusti 2005     | januari/februari 2005  |
| 43                          | 8             | "Midsomer Rhapsody"                                 | Richard Holthouse | Richard Cameron   | 2 oktober 2005      | 11 juli 2006        | februari/mars 2005     |
| DS Dan Scotts sista avsnitt |               |                                                     |                   |                   |                     |                     |                        |

### Säsong 9 (2005–2006)
| Nr i serien                                                                                             | Nr i säsongen | Titel                                                             | Regissör          | Manus                | Originalvisning ITV | Originalvisning SVT | Filmades               |
| --- | ------------- | ----------------------------------------------------------------- | ----------------- | -------------------- | ------------------- | ------------------- | ---------------------- |
| 44 | 1             | "The House in the Woods" "Huset i skogen"                         | Peter Smith       | Barry Simner         | 9 oktober 2005      | 18 juli 2006        | maj/juni 2005          |
| DC Ben Jones kallas in som Barnabys medhjälpare, när Dan Scotts frånvaro förklaras med att han är sjuk. |               |                                                                   |                   |                      |                     |                     |                        |
| 45 | 2             | "Dead Letters" "Hämnd"                                            | Sarah Hellings    | Peter J Hammond      | 26 februari 2006    | 1 augusti 2006      | juni/juli 2005         |
| 46 | 3             | "Vixen's Run" "Juvelerna"                                         | Peter Smith       | Michael Aitkens      | 5 mars 2006         | 8 augusti 2006      | juli/augusti 2005      |
| 47 | 4             | "Down Among the Dead Men" "Utpressning"                           | Renny Rye         | Douglas Watkinson    | 12 mars 2006        | 15 augusti 2006     | september/oktober 2005 |
| 48 | 5             | "Four Funerals and a Wedding" "Fyra begravningar och ett bröllop" | Sarah Hellings    | Elizabeth-Anne Wheal | 24 september 2006   | 22 augusti 2006     | oktober/november 2005  |
| 49 | 6             | "Country Matters" "Ödsligt område"                                | Richard Holthouse | Andrew Payne         | 10 september 2006   | 29 augusti 2006     | november/december 2005 |
| 50 | 7             | "Death in Chorus" "Dödad av toner"                                | Sarah Hellings    | David Lawrence       | 3 september 2006    | 5 september 2006    | januari/februari 2006  |
| 51 | 8             | "Last Year's Model" "Förra årets modell"                          | Richard Holthouse | David Hoskins        | 17 september 2006   | 12 september 2006   | februari/mars 2006     |
| DC (Detective Constable) Ben Jones blir befordrad till DS (Detective Sergeant).                         |               |                                                                   |                   |                      |                     |                     |                        |

### Säsong 10 (2006–2008)
| Nr i serien                         | Nr i säsongen | Titel                                       | Regissör          | Manus             | Originalvisning ITV | Originalvisning SVT | Filmades               |
| ----------------------------------- | ------------- | ------------------------------------------- | ----------------- | ----------------- | ------------------- | ------------------- | ---------------------- |
| 52                                  | 1             | "Dance with the Dead" "Dansa med de döda"   | Peter Smith       | Peter J Hammond   | 12 november 2006    | 26 juni 2007        | maj/juni 2006          |
| 53                                  | 2             | "The Animal Within" "Djuret inom dig"       | Renny Rye         | David Hoskins     | 19 januari 2007     | 3 juli 2007         | juni/juli 2006         |
| 54                                  | 3             | "King's Crystal" "Kings Crystal"            | Peter Smith       | Steve Trafford    | 26 januari 2007     | 17 juli 2007        | juli/augusti 2006      |
| 55                                  | 4             | "The Axeman Cometh" "Mord och Rock'n'Roll"  | Renny Rye         | Michael Aitkens   | 2 februari 2007     | 24 juli 2007        | augusti/september 2006 |
| 56                                  | 5             | "Death and Dust" "Död och aska"             | Sarah Hellings    | Douglas Watkinson | 8 maj 2007          | 31 juli 2007        | oktober/november 2006  |
| WPC Gail Stephens inträde i serien. |               |                                             |                   |                   |                     |                     |                        |
| 57                                  | 6             | "Picture of Innocence" "Oskyldigt porträtt" | Richard Holthouse | Andrew Payne      | 3 juni 2007         | 14 augusti 2007     | november/december 2006 |
| 58                                  | 7             | "They Seek Him Here" "De söker honom här"   | Sarah Hellings    | Barry Purchese    | 27 april 2008       | 21 augusti 2007     | januari/februari 2007  |
| 59                                  | 8             | "Death in a Chocolate Box" "Chokladasken"   | Richard Holthouse | Tony Etchells     | 11 maj 2008         | 28 augusti 2007     | februari/mars 2007     |

### Säsong 11 (2008–2010)
| Nr i serien                                                                   | Nr i säsongen | Titel                                       | Regissör          | Manus                | Originalvisning ITV | Originalvisning SVT | Filmades               |
| ----------------------------------------------------------------------------- | ------------- | ------------------------------------------- | ----------------- | -------------------- | ------------------- | ------------------- | ---------------------- |
| 60                                                                            | 1             | "Blood Wedding" "Blodsbröllop"              | Peter Smith       | David Lawrence       | 6 juli 2008         | 24 juni 2008        | juni/juli 2007         |
| DI Gavin Troy gör en tillfällig återkomst som gäst på Cully Barnabys bröllop. |               |                                             |                   |                      |                     |                     |                        |
| 61                                                                            | 2             | "Shot at Dawn" "Dödad i gryningen"          | Richard Holthouse | Michael Aitkens      | 1 januari 2008      | 1 juli 2008         | juli/augusti 2007      |
| 62                                                                            | 3             | "Left for Dead" "Lämnad att dö"             | Renny Rye         | Michael Crompton     | 20 juli 2008        | 8 juli 2008         | augusti/september 2007 |
| 63                                                                            | 4             | "Midsomer Life"                             | Peter Smith       | David Hoskins        | 13 juli 2008        | 15 juli 2008        | oktober/november 2007  |
| 64                                                                            | 5             | "The Magician's Nephew" "Magikerns brorson" | Richard Holthouse | Michael Russell      | 27 juli 2008        | 22 juli 2008        | november/december 2007 |
| 65                                                                            | 6             | "Days of Misrule" "Vanstyre"                | Renny Rye         | Elizabeth-Anne Wheal | 24 december 2008    | 29 juli 2008        | februari/mars 2008     |
| 66                                                                            | 7             | "Talking to the Dead" "Från andra sidan"    | Sarah Hellings    | David Lawrence       | 5 maj 2010          | 5 augusti 2008      | mars/april 2008        |

### Säsong 12 (2009–2010)
| Nr i serien                                                               | Nr i säsongen | Titel                                             | Regissör          | Manus           | Originalvisning ITV | Originalvisning SVT | Filmades               |
| ------------------------------------------------------------------------- | ------------- | ------------------------------------------------- | ----------------- | --------------- | ------------------- | ------------------- | ---------------------- |
| 67                                                                        | 1             | "The Dogleg Murders"                              | Richard Holthouse | Andrew Payne    | 22 juli 2009        | 23 juni 2009        | juni/juli 2008         |
| 68                                                                        | 2             | "The Black Book" "Den svarta boken"               | Peter Smith       | Nicholas Martin | 5 augusti 2009      | 30 juni 2009        | juli/augusti 2008      |
| 69                                                                        | 3             | "Secrets & Spies" "Hemligheter och spionage"      | Renny Rye         | Michael Aitkens | 29 juli 2009        | 7 juli 2009         | augusti/september 2008 |
| WPC Gail Stephens flyttas över permanent till kriminalavdelningen som DC. |               |                                                   |                   |                 |                     |                     |                        |
| 70                                                                        | 4             | "The Glitch" "Dödligt glapp"                      | Richard Holthouse | Michael Russell | 23 september 2009   | 21 juli 2009        | oktober/november 2008  |
| 71                                                                        | 5             | "Small Mercies" "Utan nåd"                        | Peter Smith       | Peter J Hammond | 28 oktober 2009     | 30 december 2009    | november/december 2008 |
| 72                                                                        | 6             | "The Creeper"                                     | Renny Rye         | Andrew Payne    | 27 januari 2010     | 8 januari 2010      | februari/mars 2009     |
| 73                                                                        | 7             | "The Great and the Good" "Den store och den gode" | Richard Holthouse | David Hoskins   | 14 april 2010       | 13 januari 2010     | mars/april 2009        |

### Säsong 13 (2010–2011)
| Nr | Nr | Titel                                                            | Regissör          | Manus            | Originalvisning | Originalvisning | Filmades               |
| Nr | Nr | Titel                                                            | Regissör          | Manus            | ITV             | SVT             | Filmades               |
| --- | -- | ---------------------------------------------------------------- | ----------------- | ---------------- | --------------- | --------------- | ---------------------- |
| 74 | 1  | "The Made-to-Measure Murders" "Skräddarsydda mord"               | Peter Smith       | Andrew Payne     | 2010-05-12      | 2010-07-13      | juni/juli 2009         |
| 75 | 2  | "The Sword of Guillaume" "Guillaumes svärd"                      | Renny Rye         | Michael Aitkens  | 2010-02-10      | 2010-07-20      | juli/augusti 2009      |
| DCI John Barnabys första framträdande i serien, då avsnittet till stora delar utspelar sig i hans hemstad Brighton. |    |                                                                  |                   |                  |                 |                 |                        |
| 76 | 3  | "Blood on the Saddle" "Dödsritt (DVD) / Blod på sadeln (TV)"     | Richard Holthouse | David Lawrence   | 2010-09-08      | 2010-07-27      | augusti/september 2009 |
| 77 | 4  | "The Silent Land" "Det tysta landet"                             | Peter Smith       | Peter J. Hammond | 2010-09-22      | 2010-08-03      | oktober/november 2009  |
| 78 | 5  | "Master Class" "Elitklassen"                                     | Renny Rye         | Nicholas Martin  | 2010-10-06      | 2011-01-02      | februari/mars 2010     |
| 79 | 6  | "The Noble Art" "The Noble Art (DVD) / Den ädla konsten (TV)"    | Richard Holthouse | Barry Purchese   | 2010-10-13      | 2011-01-09      | april 2010             |
| 80 | 7  | "Not in My Back Yard" "Inte på min bakgård"                      | Peter Smith       | John Wilsher     | 2011-01-12      | 2011-01-16      | maj/juni 2010          |
| 81 | 8  | "Fit for Murder" "Skapad till mord (DVD) / I form för mord (TV)" | Renny Rye         | Andrew Payne     | 2011-02-02      | 2011-01-23      | juni/juli 2010         |
| Barnaby följer motvilligt med Joyce på en spaweekend vid Swavely Manor. Men när han försöker koppla av, hittas en kvinna död i en av spaets anläggningar. Han överger sin behandling för att undersöka dödsfallet, samtidigt som han brottas med personliga bekymmer när han försöker överväga sin framtid. Sista framträdande för Tom Barnaby, Joyce Barnaby, Cully Barnaby och även DC Gail Stephens, vars försvinnande ur serien inte förklaras i något kommande avsnitt. |    |                                                                  |                   |                  |                 |                 |                        |

### Säsong 14 (2011–2012)
| Nr | Nr | Titel                                                 | Regissör          | Manus                             | Originalvisning | Originalvisning | Filmades               |
| Nr | Nr | Titel                                                 | Regissör          | Manus                             | ITV             | SVT             | Filmades               |
| --- | -- | ----------------------------------------------------- | ----------------- | --------------------------------- | --------------- | --------------- | ---------------------- |
| 82 | 1  | "Death in the Slow Lane" "Döden i krypfilen"          | Richard Holthouse | Michael Aitkens                   | 2011-03-23      | 2011-06-28      | juli/augusti 2010      |
| DCI John Barnaby tar över som kommissarie i Midsomer County.                                                                                                |    |                                                       |                   |                                   |                 |                 |                        |
| 83 | 2  | "Dark Secrets" "Mörka hemligheter"                    | Simon Langton     | Michael Aitkens                   | 2011-03-30      | 2011-07-05      | augusti/september 2010 |
| John Barnbys fru Sarah anländer till Midsomer. |    |                                                       |                   |                                   |                 |                 |                        |
| 84 | 3  | "Echoes of the Dead" "Ekon från de döda"              | Nick Laughland    | Peter J Hammond                   | 2011-04-20      | 2011-07-12      | september/oktober 2010 |
| 85 | 4  | "The Oblong Murders" "Oblongmorden"                   | Renny Rye         | David Hoskins                     | 2011-05-25      | 2011-07-19      | oktober/november 2010  |
| Dr George Bullards sista avsnitt som rättsläkare. Han var den sista kvarvarande karaktären från Caroline Grahams böcker, ur vilka serien har sitt ursprung. |    |                                                       |                   |                                   |                 |                 |                        |
| 86 | 5  | "The Sleeper under the Hill" "Liket under bar himmel" | Nick Laughland    | David Lawrence                    | 2011-09-21      | 2011-12-25      | mars/april 2011        |
| Dr Kate Wilding gör entré som ny rättsläkare. |    |                                                       |                   |                                   |                 |                 |                        |
| 87 | 6  | "The Night of the Stag" "Ensam i natten"              | Simon Langton     | Nicholas Martin                   | 2011-10-12      | 2012-01-01      | maj/juni 2011          |
| 88 | 7  | "A Sacred Trust" "En helig pakt"                      | Renny Rye         | Rachel Cuperman & Sally Griffiths | 2011-10-26      | 2012-01-07      | juni/juli 2011         |
| 89 | 8  | "A Rare Bird" "En udda fågel"                         | Nick Laughland    | Steve Trafford                    | 2012-01-11      | 2012-01-14      | juli/augusti 2011      |

### Säsong 15 (2012–2013)
| Nr                          | Nr | Titel                                         | Regissör       | Manus                             | Originalvisning | Originalvisning | Filmades               |
| Nr                          | Nr | Titel                                         | Regissör       | Manus                             | ITV             | SVT             | Filmades               |
| --------------------------- | -- | --------------------------------------------- | -------------- | --------------------------------- | --------------- | --------------- | ---------------------- |
| 90                          | 1  | "The Dark Rider"                              | Alex Pillai    | Michael Aitkens                   | 2012-02-01      | 2012-06-26      | september/oktober 2011 |
| 91                          | 2  | "Murder of Innocence" "Oskuldens död"         | Renny Rye      | Elizabeth-Anne Wheal              | 2012-03-21      | 2012-07-03      | november/december 2011 |
| 92                          | 3  | "Written in the Stars" "Skrivet i stjärnorna" | Renny Rye      | Steve Trafford                    | 2013-01-02      | 2013-06-25      | april/maj 2012         |
| 93                          | 4  | "Death & the Divas" "Döden och divorna"       | Nick Laughland | Rachel Cuperman & Sally Griffiths | 2012-09-25      | 2013-07-02      | maj/juni 2012          |
| 94                          | 5  | "The Sicilian Defence" "Sicilianskt försvar"  | Alex Pillai    | Paul Logue                        | 2013-01-09      | 2013-07-09      | juni/juli 2012         |
| 95                          | 6  | "Schooled in Murder" "Skolad i mord"          | Andy Hay       | Lisa Holdsworth                   | 2013-01-30      | 2013-07-16      | augusti/september 2012 |
| DS Ben Jones sista avsnitt. |    |                                               |                |                                   |                 |                 |                        |

### Säsong 16 (2013–2014)
| Nr                                               | Nr | Titel                                           | Regissör       | Manus                             | Originalvisning | Originalvisning | Filmades               |
| Nr                                               | Nr | Titel                                           | Regissör       | Manus                             | ITV             | SVT             | Filmades               |
| ------------------------------------------------ | -- | ----------------------------------------------- | -------------- | --------------------------------- | --------------- | --------------- | ---------------------- |
| 96                                               | 1  | "The Christmas Haunting" "Spökeri i juletid"    | Nick Laughland | Chris Murray                      | 2013-12-24      | 2014-06-24      | juni/juli 2013         |
| DS Charlie Nelson blir Barnabys nye medhjälpare. |    |                                                 |                |                                   |                 |                 |                        |
| 97                                               | 2  | "Let Us Prey"                                   | Alex Pillai    | Paul Logue                        | 2014-01-08      | 2014-07-08      | april/maj 2013         |
| 98                                               | 3  | "Wild Harvest" "Skörda vilt"                    | Renny Rye      | Rachel Cuperman & Sally Griffiths | 2014-01-29      | 2014-07-22      | maj/juni 2013          |
| 99                                               | 4  | "The Flying Club" "Flygklubben"                 | Luke Watson    | Michael Aitkens                   | 2014-02-05      | 2014-07-29      | juli/augusti 2013      |
| 100                                              | 5  | "The Killings of Copenhagen" "Köpenhamnsmorden" | Alex Pillai    | Paul Logue                        | 2014-02-12      | 2014-08-05      | augusti/september 2013 |

### Säsong 17 (2015)
| Nr                                              | Nr | Titel                                                         | Regissör       | Manus                             | Originalvisning | Originalvisning | Filmades          |
| Nr                                              | Nr | Titel                                                         | Regissör       | Manus                             | ITV             | SVT             | Filmades          |
| ----------------------------------------------- | -- | ------------------------------------------------------------- | -------------- | --------------------------------- | --------------- | --------------- | ----------------- |
| 101                                             | 1  | "The Dagger Club" "Daggerklubben"                             | Alex Pillai    | Chris Murray                      | 2015-01-28      | 2015-06-23      | april/maj 2014    |
| 103                                             | 2  | "Murder by Magic" "Mord medelst magi"                         | Charles Palmer | Rachel Cuperman & Sally Griffiths | 2015-02-04      | 2015-06-30      | juni/juli 2014    |
| 102                                             | 3  | "The Ballad of Midsomer County" "Balladen om Midsomertrakten" | Renny Rye      | Paul Logue                        | 2015-02-11      | 2015-07-07      | maj/juni 2014     |
| 104                                             | 4  | "A Vintage Murder"                                            | Nick Laughland | Lisa Holdsworth                   | 2015-02-18      | 2015-07-21      | juli/augusti 2014 |
| Dr Kate Wildings sista avsnitt som rättsläkare. |    |                                                               |                |                                   |                 |                 |                   |

### Säsong 18 (2016)
| Nr                                                 | Nr | Titel                         | Regissör       | Manus                             | Originalvisning | Originalvisning | Filmades               |
| Nr                                                 | Nr | Titel                         | Regissör       | Manus                             | ITV             | SVT             | Filmades               |
| -------------------------------------------------- | -- | ----------------------------- | -------------- | --------------------------------- | --------------- | --------------- | ---------------------- |
| 105                                                | 1  | "Habeas Corpus"               | Alex Pillai    | Rachel Cuperman & Sally Griffiths | 2016-01-06      | 2016-06-28      | mars/april 2015        |
| Dr Kam Karimore kommer in som ny rättsläkare.      |    |                               |                |                                   |                 |                 |                        |
| 106                                                | 2  | "The Incident at Cooper Hill" | Renny Rye      | Paul Logue                        | 2016-01-13      | 2016-07-05      | april/maj 2015         |
| 107                                                | 3  | "Breaking the Chain"          | Rob Evans      | Chris Murray                      | 2016-01-27      | 2016-07-19      | juni/juli 2015         |
| 108                                                | 4  | "A Dying Art"                 | Matt Carter    | Jeff Povey                        | 2016-02-03      | 2016-07-26      | juli/augusti 2015      |
| 109                                                | 5  | "Saints and Sinners"          | Renny Rye      | Lisa Holdsworth                   | 2016-02-10      | 2016-08-02      | augusti/september 2015 |
| 110                                                | 6  | "Harvest of Souls"            | Nick Laughland | Caleb Ranson                      | 2016-02-17      | 2016-08-09      | september/oktober 2015 |
| DS Charlie Nelsons och hunden Sykes sista avsnitt. |    |                               |                |                                   |                 |                 |                        |

### Säsong 19 (2016–2017)
| Nr                                                                    | Nr | Titel                                                                | Regissör       | Manus                             | Originalvisning | Originalvisning | Filmades               |
| Nr                                                                    | Nr | Titel                                                                | Regissör       | Manus                             | ITV             | SVT             | Filmades               |
| --------------------------------------------------------------------- | -- | -------------------------------------------------------------------- | -------------- | --------------------------------- | --------------- | --------------- | ---------------------- |
| 111                                                                   | 1  | "The Village That Rose from the Dead" "Byn som uppstod från de döda" | Nick Laughland | Rachel Cuperman & Sally Griffiths | 2016-12-18      | 2017-06-27      | april/maj 2016         |
| DS Jamie Winter blir Barnabys nye medhjälpare.                        |    |                                                                      |                |                                   |                 |                 |                        |
| 112                                                                   | 2  | "Crime and Punishment" "Brott och straff"                            | Renny Rye      | Paul Logue                        | 2017-01-04      | 2017-07-04      | maj/juni 2016          |
| 113                                                                   | 3  | "Last Man Out" "Siste man på plan"                                   | Matt Carter    | Jeff Povey                        | 2017-01-11      | 2017-07-11      | juni/juli 2016         |
| DS Ben Jones (numera DI) gör ett gästspel som polis under täckmantel. |    |                                                                      |                |                                   |                 |                 |                        |
| 114                                                                   | 4  | "Red in Tooth and Claw" "Med blodad tand och klo"                    | Steve Hughes   | Lisa Holdsworth                   | 2017-01-18      | 2017-07-18      | augusti/september 2016 |
| 115                                                                   | 5  | "Death by Persuasion" "Dödlig övertygelse"                           | Alex Pillai    | Chris Murray                      | 2018-05-13      | 2017-08-26      | september/oktober 2016 |
| 116                                                                   | 6  | "The Curse of the Ninth" "Nionde symfonins förbannelse"              | Matt Carter    | Julia Gilbert                     | 2018-05-20      | 2017-09-09      | oktober/november 2016  |
| Dr Kam Karimores sista avsnitt som rättsläkare.                       |    |                                                                      |                |                                   |                 |                 |                        |

### Säsong 20 (2018)
| Nr                                              | Nr | Titel                                                | Regissör       | Manus                | Originalvisning | Originalvisning | Filmades          |
| Nr                                              | Nr | Titel                                                | Regissör       | Manus                | ITV             | SVT             | Filmades          |
| ----------------------------------------------- | -- | ---------------------------------------------------- | -------------- | -------------------- | --------------- | --------------- | ----------------- |
| 117                                             | 1  | "The Ghost of Causton Abbey" "Spöket i klostret"     | Matt Carter    | Helen Jenkins        | 2019-03-10      | 2018-06-26      | mars/april 2017   |
| Dr. Fleur Perkins kommer in som ny rättsläkare. |    |                                                      |                |                      |                 |                 |                   |
| 118                                             | 2  | "Death of the Small Coppers" "De döda guldvingarna"  | Paul Harrison  | Chris Murray         | 2019-03-17      | 2018-07-03      | april/maj 2017    |
| 119                                             | 3  | "Drawing Dead" "Illustrerad död"                     | Toby Frow      | Jeff Povey           | 2019-05-19      | 2018-07-17      | maj/juni 2017     |
| 120                                             | 4  | "The Lions of Causton" "Caustons lejon"              | Matt Carter    | Nicholas Hicks-Beach | 2019-08-26      | 2018-07-24      | juni/juli 2017    |
| 121                                             | 5  | "Till Death Do Us Part" "Tills döden skiljer oss åt" | Audrey Cooke   | Helen Jenkins        | 2020-01-06      | 2018-07-31      | juli/augusti 2017 |
| 122                                             | 6  | "Send in the Clowns" "Skicka in clownerna"           | Nick Laughland | Julia Gilbert        | 2020-01-14      | 2018-08-14      | augusti/september |

### Säsong 21 (2020–2021)
| Nr  | Nr | Titel                                      | Regissör       | Manus                | Originalvisning | Originalvisning | Filmades          |
| Nr  | Nr | Titel                                      | Regissör       | Manus                | ITV             | SVT             | Filmades          |
| --- | -- | ------------------------------------------ | -------------- | -------------------- | --------------- | --------------- | ----------------- |
| 123 | 1  | "The Point of Balance" "Balanspunkten"     | Audrey Cooke   | Nicholas Hicks-Beach | 2020-01-21      | 2020-06-23      | mars/april 2019   |
| 124 | 2  | "The Miniature Murders" "Livet i miniatyr" | Toby Frow      | Helen Jenkins        | 2020-02-04      | 2020-06-30      | april/maj 2019    |
| 125 | 3  | "The Sting of Death" "Det dödliga sticket" | Matt Carter    | Julia Gillbert       | 2021-03-21      | 2020-07-07      | juni/juli 2019    |
| 126 | 4  | "With Baited Breath" "Sålla agn från vete" | Jennie Darnell | Jeff Povey           | 2021-03-28      | 2020-07-21      | juli/augusti 2019 |

### Säsong 22 (2021–2023)
| Nr  | Nr | Titel                                                            | Regissör        | Manus            | Originalvisning | Originalvisning | Filmades               |
| Nr  | Nr | Titel                                                            | Regissör        | Manus            | ITV             | SVT             | Filmades               |
| --- | -- | ---------------------------------------------------------------- | --------------- | ---------------- | --------------- | --------------- | ---------------------- |
| 127 | 1  | "The Wolf Hunter of Little Worthy" "Vargjägaren i Little Worthy" | Matt Carter     | Chris Murray     | 2021-04-04      | 2021-07-13      | oktober/november 2020  |
| 128 | 2  | "The Stitcher Society" "Stygnsällskapet"                         | Roberto Bangura | Jeff Povey       | 2021-04-11      | 2021-07-20      | november/december 2020 |
| 129 | 3  | "Happy Families" "Tjocka Släkten"                                | Audrey Cooke    | Nick Hicks-Beach | 2021-10-03      | 2021-07-27      | januari/februari 2021  |
| 130 | 4  | "Scarecrow Murders" "Fågelskrämmemorden"                         | Christine Lalla | Helen Jenkins    | 2022-05-29      | 2021-08-03      | mars/april 2021        |
| 131 | 5  | "For Death Prepare" "Bered dig för döden"                        | Toby Frow       | Julia Gilbert    | 2023-05-28      | 2021-08-17      | april/maj 2021         |
| 132 | 6  | "The Witches of Angel's Rise" "Häxorna i Angel's Rise"           | Gill Wilkinson  | Maria Ward       | 2023-07-14      | 2021-12-25      | maj/juni 2021          |

### Säsong 23 (2023)
| Nr  | Nr | Titel                                            | Regissör        | Manus            | Originalvisning | Originalvisning | Filmades        |
| Nr  | Nr | Titel                                            | Regissör        | Manus            | ITV             | SVT             | Filmades        |
| --- | -- | ------------------------------------------------ | --------------- | ---------------- | --------------- | --------------- | --------------- |
| 133 | 1  | "The Blacktrees Prophecy" "Bunkern i Blacktrees" | Roberto Bangura | Jeff Povey       | 2024-04-14      | 2023-06-27      | mars/april 2022 |
| 134 | 2  | "The Debt of Lies" "Lögnens pris"                | Gill Wilkinson  | Nick Hicks-Beach | 2024-07-16      | 2023-07-04      | april/maj 2022  |
| 135 | 3  | "A Grain of Truth" "Ett korn av sanning"         | Paul Gibson     | Julia Gilbert    | 2024-07-23      | 2023-07-11      | juni/juli 2022  |
| 136 | 4  | "Dressed to Kill" "Förklädd död"                 | Leon Lopez      | Maria Ward       | 2024-11-10      | 2023-07-18      | juni/juli 2022  |

### Säsong 24 (2024)
| Nr  | Nr | Titel                | Regissör        | Manus         | Originalvisning | Originalvisning | Filmades        |
| Nr  | Nr | Titel                | Regissör        | Manus         | ITV             | SVT             | Filmades        |
| --- | -- | -------------------- | --------------- | ------------- | --------------- | --------------- | --------------- |
| 137 | 1  | "The Devil's Work"   | Roberto Bangura | Julia Gilbert |                 | 2024-07-09      | mars/april 2023 |
| 138 | 2  | "Book of the Dead"   | Gill Wilkinson  | Jeff Povey    |                 | 2024-07-16      | april/maj 2023  |
| 139 | 3  | "Claws Out"          | Paul Gibson     | Helen Jenkins |                 | 2024-07-23      | maj/juni 2023   |
| 140 | 4  | "A Climate of Death" | Leon Lopez      | Maria Ward    |                 | 2024-07-30      | 2023            |